# Emmausz Nikopolisz
Emmausz (Nikopolisz, Nicopolisz) egykori palesztin faluja, amely a Kr. u. III. századtól a VII. századig városi rangra jutott, Jeruzsálemtől nyugatra kb. 30 km-re fekszik a júdeai hegyek és az Ayalon völgy találkozásánál. Emmausz közelében van az az útelágazás, ahol a Jaffából Jeruzsálembe vezető útszakasz északi (Beit Horonon átmenő) és déli (Kiryat Yearimon átmenő) részre válik. A mai Emmausz megszentelt helye a Latrun kereszteződésnél fekszik Jeruzsálem és Tel-Aviv között, 20 percnyi autóút a nemzetközi Ben Gurion reptértől, kapui nyitva állnak a látogatók, zarándokok előtt. 

## Emmausz földrajzi elhelyezkedése és elnevezése
Emmausz földrajzi elhelyezkedéséről már római kori térképekről értesülhetünk. A Peutinger-tábla Emmauszt 19 mérföldre helyezi Jeruzsálemtől nyugatra, míg a Ptolemaioszi térkép ezt a távolságot 20 mérföldnek jegyzi. Utóbbi adatot erősítik az ókori tanúságtevők is, ősi kéziratok és fordítások Lukács evangéliumából (pl. Sinai Kódex), amely Emmausz és Jeruzsálem távolságát 160 stádiumnak mondja, de utalást találunk ugyanerre Szent Jeromos 108. levelében, Kaiszareiai Euszebiosz (Onomasticon) és a bordeauxi anonym zarándok feljegyzéseiben is.
Emmausz földrajzi elhelyezkedése a Jeruzsálem Talmud, Sheviit 9.2 traktátusában is jegyzett:
„Bet Horontól a tengerig egy terület. De talán e terület régiók nélküli? Rabbi Jochanan mondása »Mégiscsak Hegy, Sikság és Völgy. Bet Horontól Emmauszig Hegyes, Emmausztól Lyddáig síkság, és Lyddától a tengerig Völgy. Akkor talán négy egységre oszlik? Egymásba futnak.«
Emmausz elnevezése valószínűleg héber 'hammat' vagy 'hamta' szótőből származik 'melegvizű forrás' jelentéssel. Emmauszt ezen a néven említi a Midrás Zuta az Énekek Éneke 6,8-ról és Midrás Rabba a Lamentációk 1,45-ről. Valószínűleg ezt a nevet görögösítették a Kr. e. II. században. De ősi zsidó irodalom is jegyzi, mint Ammaus, Ammaum Emmaus, Emmaum, Maus, Amus stb. Άμμαούμ, Άμμαούς, Έμμαούμ, Έμμαούς,אמאוס, אמאום,עמאוס עמאום, עמוס, מאום, אמהום….

## Helységtörténet
Emmausz stratégiai helyzete fontos adminisztratív, katonai és gazdasági szerepet adott a helységnek a történelem bizonyos szakaszain.
Emmausz első említését az I. Makkab 3-4. fejezetben találjuk: Júdás Makkabeus küzdelme a görögökkel (Kr. e II. század).
A hasmoneanus időben, Emmausz az Ayalon völgy domináns helysége lett és adminisztratív központtá vált Toparchikus Központ ranggal (J. Flaviusz: A zsidó háború 3.3.5.). Flavius több ízben is említi Emmausz nevét, pl. A zsidó háborúban 2,4,3;2,204;3,3,5;4,8,1;5,1,6; majd  A zsidók történeteben 14,11,2;14,15,7;17,10,7-9. Említi Emmausz Kr. e. 4 rómaiak általi elpusztítását is. Emmausz egy kis faluvá lett, ahogy a következő Lukács-evangéliumi szakasz említi:
„Aznap ketten közülük egy Emmausz nevű helységbe mentek,amely Jeruzsálemtől (szaz)hatvan stádium távolságra volt, s beszélgettek egymással mindarról ami történt. Miközben beszélgettek és tanakodtak,egyszer csak maga Jézus közeledett, és csatlakozott hozzájuk. De a szemüket akadályozta valami, hogy fel ne ismerjék. ... Mikor odaértek a faluhoz ahová mentek, úgy tett, mintha tovább akarna menni. De marasztalták: »Maradj velünk, mert esteledik, és lemenőben van már a nap! Bement hát, hogy velük maradjon. Amikor asztalhoz ült velük, fogta a kenyeret, áldást mondott, megtörte és odanyújtotta nekik. Ekkor megnyílt a szemük, és felismerték, de ő eltűnt a szemük elől.« (Lk 24:13-16,28-31)
A Bar Kohba-felkelés leverése után, a Kr. u. II. század első felében rómaiak és szamaritánusok telepedtek Emmauszba. A Kr. u. III. század korai éveiben a római származású tudós és író Julius Africanus élt és munkálkodott Emmauszban. Bizánci történészek (Kaiszareiai Euszebiosz, Szent Jeromos, Sidei Fülöp és mások)szerint  Julius Africanus vezette azt a helység lakosaiból álló delegációt, amelyik Elagabalus római császártól város/polisz státuszt és új nevet, Nikopoliszt szerzett Emmausz számára. A város Nikopolisz néven lett ismert a késő rómaitól a bizánci perióduson át.  Amint Kaiszareiai Euszebiosz írja: „Emmausz, ahonnan Kleofás származott, amint azt Lukács evangelista említi, ma a híres Nikopolisz városa Palesztinában.” (Onomasticon 90:15-17, a szöveg Kr. u. 290-325-ben íródott, G. S. P. Freeman-Grenville-fordítás, Jeruzsálem 2003.)
A bizánci éra alatt Emmausz püspök székhelyű város is lett. A Feltámadt Krisztus megjelenési helyén tekintélyes méretű templomot emeltek zarándokhely gyanánt, ennek romjai láthatók jelenleg. A muszlim hódítók érkeztekor Emmausz a szemita nevét kapta vissza arabul, Amwas, Imwas, de mint regionális központ elveszett.
A keresztesek idején a keresztény jelenlét megújult és a bizánci templomot helyreállították. Ezzel egyidőben azonban a Feltámadt Krisztus megjelenését még három másik helyen is megünnepelték: Ha-Motsanál (kb.4 mérföld/6km Jeruzsálemtől  nyugatra) Quebebenél (kb 7 mérföld/12 km
Jeruzsálmől északnyugatra) és Abu-Ghoshnál (kb 7 mérföld/12 km Jeruzsalemtől nyugatra).
A XIX.sz-ban az arab falvacska Amwas ismét, mint a biblikus Emmausz és a római-bizánci Nikopolisz megfelelője elismerést kapta olyan tudósoktól
mint Edward Robinson (1838-1852), M.V. Guerin (1868), Clermont Ganneau (1864) és J.B.Guillemot.
Ezen felül a betlehemi Kármel egy később szentté avatott apácája: a Keresztrefeszített Jézusról nevezett Mariam Bauardi 1878-ban egy a Feltámadt Krisztusról való látomásában Jézus megerősítette Amwas helyszínét az evangelium Emmauszaként.
A látomás gyümölcseként a Karmeliták megvették a muszlim tulajdonú területet, ásatásokat folytattak és Emmausz- Nikopolisz
zarándokhellyé válhatott ismét.
Amwas arab falucskája az 1967 Hatnapos Háborúban teljesen megsemmisült.

## Archeológiai ásatások
Emmausz archeológiai ásatásai a XIX. század végén kezdődtek, és mai napig tartanak: Clermont-Ganneau (1864), J. B. Guillemot (1883–1887), a dominikánus 
atyák, L. H. Vincent és F. M. Ábel (1924–1930), Y. Hirschfeld (1975), M. Gichon (1978), M. Louhivuori, M. Piccirillo OFM, V. Michel, K. H. Fleckenstein ( 1994-től). A szomszédos Kanada Park-Ayalon területén végzett munkálatok során hasmoneánus idők romjaira bukkantak: Emmausz város erődítményének romjai, majd egy Kr. u. III. századi római fürdőház romjai kerültek felszínre. Továbbá zsidó temetkezési barlangok a Kr. u. I. századból, római–bizánci vízvezető installációk, olajsajtolók és ismét sírok.
Emmausz zarándokhely megszentelt területén is újabb ásatási eredmények születtek: zsidó temetkezési helyek, barlangok a Kr. u. I. századból, olajsajtolók, sírok és különféle használati tárgyak a római–bizánci időkből (pénzérmék, olajmécsesek, edények, ékszerek), a bizánci templom keleti (hátsó) harmadapszisú fala teljesen befejezetten áll, egy ezen kívül elhelyezkedő keresztelőmedence, polikróm mozaikrész és a keresztes idők újjáépített templomfala – melyet a központi bizánci apszishoz emeltek (Kr. u. XII. sz.) – szintén befejezett ásatás.
Az Emmausz ásatási területen különféle héber, szamariai, görög és latin vésettfeliratú kövek bukkantak fel.

## A LK 24-13-ban megnevezett Emmausz, Emmausz-Nikopolissszal való azonosításra hozott érvek
A Lukács evangélium ősi kéziratainak többsége a Jeruzsálem és Emmausz közti távolságot 6o stadiumra (kb.7 mérföld/12 km) datálja. Bár vannak kéziratok,amelyek a távolságot 16o stadiumnyira emlitik (19 mérföld/3okm). Ide tartoznak az uncialis kéziratok א (Sinai Kódex),Θ,N,K,π,O79  és a
kurziv (miniatür) kéziratok 265, 1o79, 16o4, 1219, 1223 csakúgy az ősi latinfordítások is, a Vetus Latina néhány kézirata (pl. a Kodex Sangermanensis), a Vulgata jó minőségű kéziratai (köztük a legöregebb a Kodex Fuldenzis), az arámi (palesztinai evangeliumok könyve) grúz és örmény fordítások is. A 60 stadiumos (7 mérföldes) verziót adoptálta  a Lukács evangelium XVI.sz óta  létrejött nyomtatott példánya is. A fő érv a 16o stadiumos verzio ellen az,hogy lehetetlen egy nap alatt a távolságot oda-vissza megtenni. Az ősi szöveg értelmezésénél amelyet Lectio difficiliornak, Lectio Veriornak mondanak egy sajátos szabály érvényesül. Ha két verziót vetünk össze, a komplikáltabbnak tünőt kell eredetinek venni, mivel a Biblia ősi másolói hajlamosak voltak az eredetit egyszerűsíteni, és nem fordítva.
Érdemes megjegyezni,hogy valóban megtehető a Jeruzsalem és Emmausz-Nikopolisz közötti út gyalogosan egy nap alatt: tapasztalat bizonyitja!
Ősrégi zsidó források (I.Makkabeus könyve, Josephus Flavius, Talmud, Midrás) egyetlenegy Emmauszt említenek a Jeruzsalem körzetben: az Ayalon völgyi Emmauszt. Például Josephus Flavius a Zsidó háború írásában azt írja, hogy Vespasianus az V.Macedon legióját Emmausba helyezte. Ezt azok  az archeologusok is megerősítették akik ezen Legio katonáinak sírköveit restaurálták az Emmausz-Nikopolisz regioban.
Így tehát bizonyosak lehetünk, hogy az Emmausz nevű falu valóban létezett az első évszázad Ayalon völgyében, és abban is,hogy Josephus Flavius erre a falura gondolt amikor Emmauszt emlitette. (P. M. Séjourné, "Nouvelles de Jérusalem", RB 1897, p. 131; E. Michon, "Inscription d’Amwas", RB 1898, p.p. 269-271; J. H. Landau, «Two Inscribed Tombstones», "Atiqot", vol. XI, Jerusalem, 1976.)
(Ha-Motsa faluja 3o stadiumra /kb.4 km Jeruzsalemtől,Josephus Flavius Zsidó háborújának egy középkori görög kéziratúban szerepel Ammaus név alatt:valószínűség szerint másolási tévedés.)
Az egyházatyák ősi keresztény tradíciója, akárcsak a Szentföld zarándokai a római-bizánci időkből egybehangzóan Nikopoliszt ismerték fel Emmauszban,ahogy a Lukacs evangelium emliti. (Órigenész -feltehetően, Kaiszareiai Euszebiosz "Onomasticon", szent Jeromos 1o8.levele,PL XXII,8333 és más szövegek, Jeruzsálemi Hészükhiosz "Kérdések" PG XCIII,1444, Hitvalló Szent Theophanész "Kronografia" PG CVIII,16o, Szozomenosz " Egyháztörténet" PG LXVII,18o, Theodosius "Szentfödi helyzet" 139,. stb.)
1878-ban – a közel száz évvel később szentté avatott – betlehemi karmelita apáca Mariam Bauardi látomásában Jézus Amwast nevezte meg Emmausz valós helyszínének. Ennek alapján a karmeliták megvásárolták a szent helyet a muszlimoktól.
Emmausz-Nikopolisz megőrizte ősi nevét Emmauszként (Amwas) az idők folyamán. A keresztény tradíció amely úgy  tiszteli Emmausz helyét, mint ahol a Feltámadt Krisztus megjelent, szintén túlélte az elmúlt századokat.